# Fine Young Cannibals
Fine Young Cannibals – brytyjski zespół pop-rockowy założony w 1984 roku, w Birmingham (Anglia) przez Davida Steele’a (bas), Andy Coxa (gitara prowadząca), którzy wcześniej byli członkami zespołu The Beat, oraz wokalistę Rolanda Gifta.
Na ich pierwszym singlu znalazł się utwór Johnny Come Home i dotarł do UK Top 10 w czerwcu 1985 roku. Debiutancki album Fine Young Cannibals ukazał się jeszcze w tym samym roku. 
Jednak to druga płyta zespołu Raw And The Cooked (1989) przyniosła ich największe hity, She Drives Me Crazy i Good Thing, które zdobyły szczyty notowań w Europie i w USA, a zespół zdobył wiele nagród. Album zajmował pierwsze miejsca na listach przebojów w Wielkiej Brytanii, USA, Kanadzie, Australii, Austrii oraz drugie w Nowej Zelandii i Szwecji i wielokrotnie zdobył platynową płytę. 
W 1992 roku zespół rozpadł się. Pod koniec lat 90. Roland Gift zdecydował się na karierę solową. W 2000 roku reaktywował zespół jako Roland Gift and the Fine Young Cannibals i rozpoczął trasę koncertową.

## Dyskografia

### Albumy studyjne
- Fine Young Cannibals (I.R.S. Records 1985) UK # 11
- The Raw & the Cooked (I.R.S. Records 1989) UK # 1

### Kompilacje
- The Raw and the Remix (I.R.S. 1990) - remiksy The Raw and the Cooked
- The Finest (London Records 1996) UK # 10
- The Platinum Collection (Warner Deluxe 2006)
- She Drives Me Crazy (MC Deluxe 2009)
- The Raw & The Cooked (Deluxe Edition) (2013)

### Single
- Johnny Come Home (1985) UK # 8
- Blue (1985) UK # 41
- Suspicious Minds (1986) UK # 8
- Funny How Love Is (1986) UK # 58
- Ever Fallen in Love (With Someone You Shouldn't've) (1987) UK # 9
- Tired of Getting Pushed Around (1988) UK # 18,
- She Drives Me Crazy (1989) UK # 5, US # 1
- Good Thing (1989) UK # 7, US # 1
- Don't Look Back (1989) UK # 34
- I'm Not the Man I Used to Be (1989) UK # 20
- I'm Not Satisfied (1990) UK # 46
- It's O.K. (1991)
- The Flame (1996) UK # 17
- She Drives Me Crazy 1997 (1997) UK # 36